# منتخب إيطاليا لكرة الصالات
منتخب إيطاليا لكرة القدم داخل الصالات (بالإيطالية: Nazionale di calcio a 5 dell'Italia)‏ هو ممثل إيطاليا الرسمي في المنافسات الدولية في كرة الصالات .